# Maximiliansanlagen

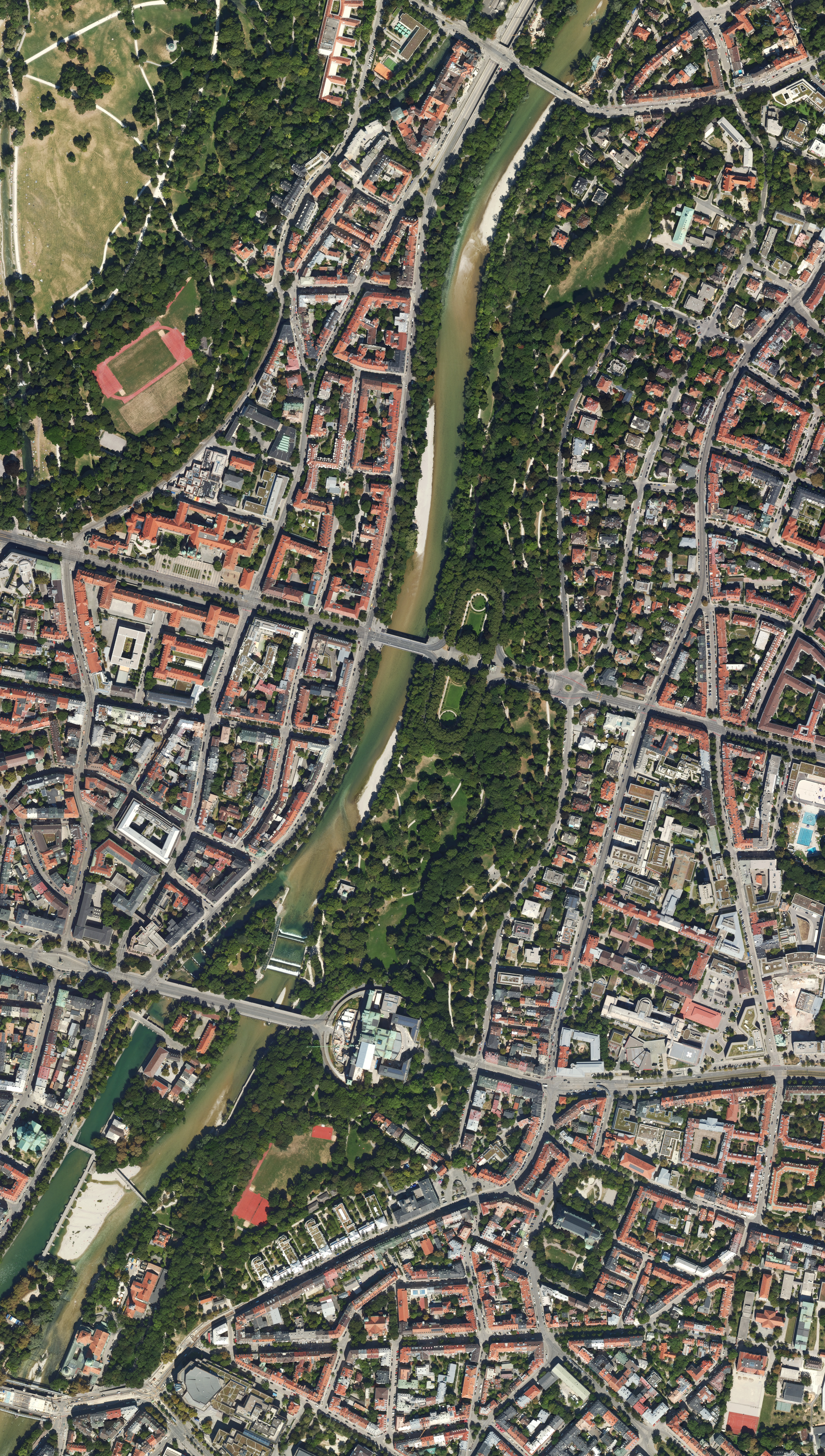
Luftbild aus den 2020er Jahren

Die Maximiliansanlagen sind Park- und Gartenanlagen in den Münchner Stadtteilen Bogenhausen und Haidhausen zwischen der Ludwigsbrücke und der Max-Joseph-Brücke. 

## Beschreibung
Zentraler Punkt ist der 38 Meter hohe Friedensengel. Die östliche Begrenzung der Anlagen bildet größtenteils die Maria-Theresia-Straße.
Die Maximiliansanlagen wurden zwischen 1856 und 1866 unter Leitung von Carl von Effner angelegt, Auftraggeber und Namensgeber war König Maximilian II. Die Erweiterung schuf Jakob Möhl. Das Gelände wurde zuvor als Schafweide genutzt, die Hänge waren teils stark erodiert.
Der etwa 30 Hektar große, langgezogene Park hat zahlreiche Terrassen und befindet sich am rechten Isarhochufer. Damit wurde seinerzeit die östliche Hochebene an die Stadt angebunden.
Im Jahr 1894 wurde am Fuß des Steilhangs eine Parkerweiterung eingerichtet. Der Park ist von der Prinzregentenstraße sowie von der Max-Planck-Straße (früher Äußere Maximilianstraße, Fortsetzung der Maximilianstraße nach Osten) durchtrennt.
Die südlich des Maximilianeums befindlichen Gasteiganlagen wurden im Laufe der Zeit in die Maximiliansanlagen mit einbezogen, ein Teil hiervon wird heute als städtische Sportanlage genutzt.
Der Park wird von der Verwaltung des Englischen Gartens verwaltet.
Über den König-Ludwig-Weg in den Maximiliansanlagen kommt man zum 1967 errichteten Denkmal für König Ludwig II. von Anton Rückel, das eine Bürgerbewegung initiiert hatte. Es steht nahe der Stelle des nie gebauten Münchner Festspielhauses des Architekten Gottfried Semper, an das im Sockel erinnert wird.
Jeden März kommt in den Maximiliansanlagen zu einem einzigartigen Naturschauspiel: die Blüte der Sternhyazinthen.

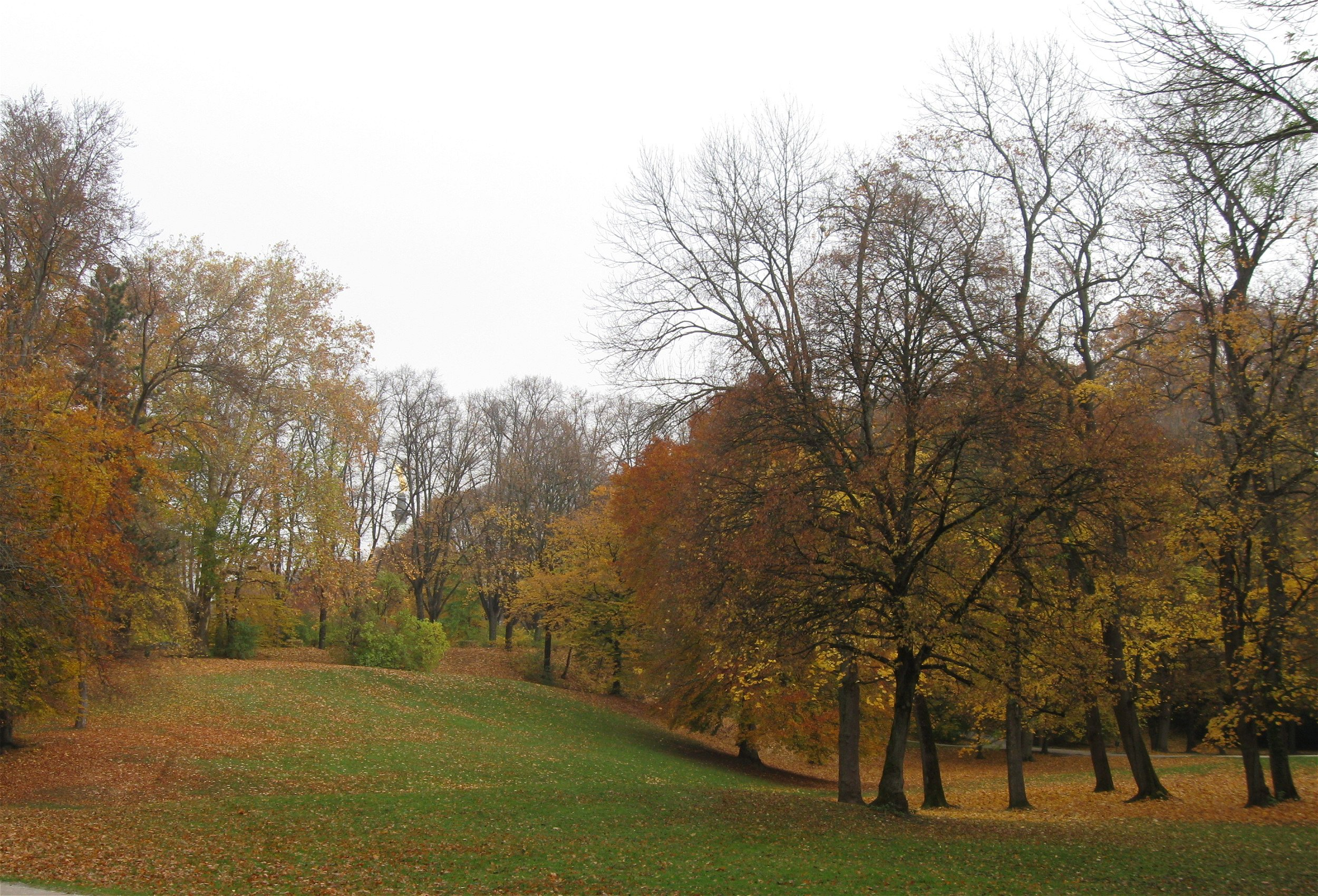
Maximiliansanlagen
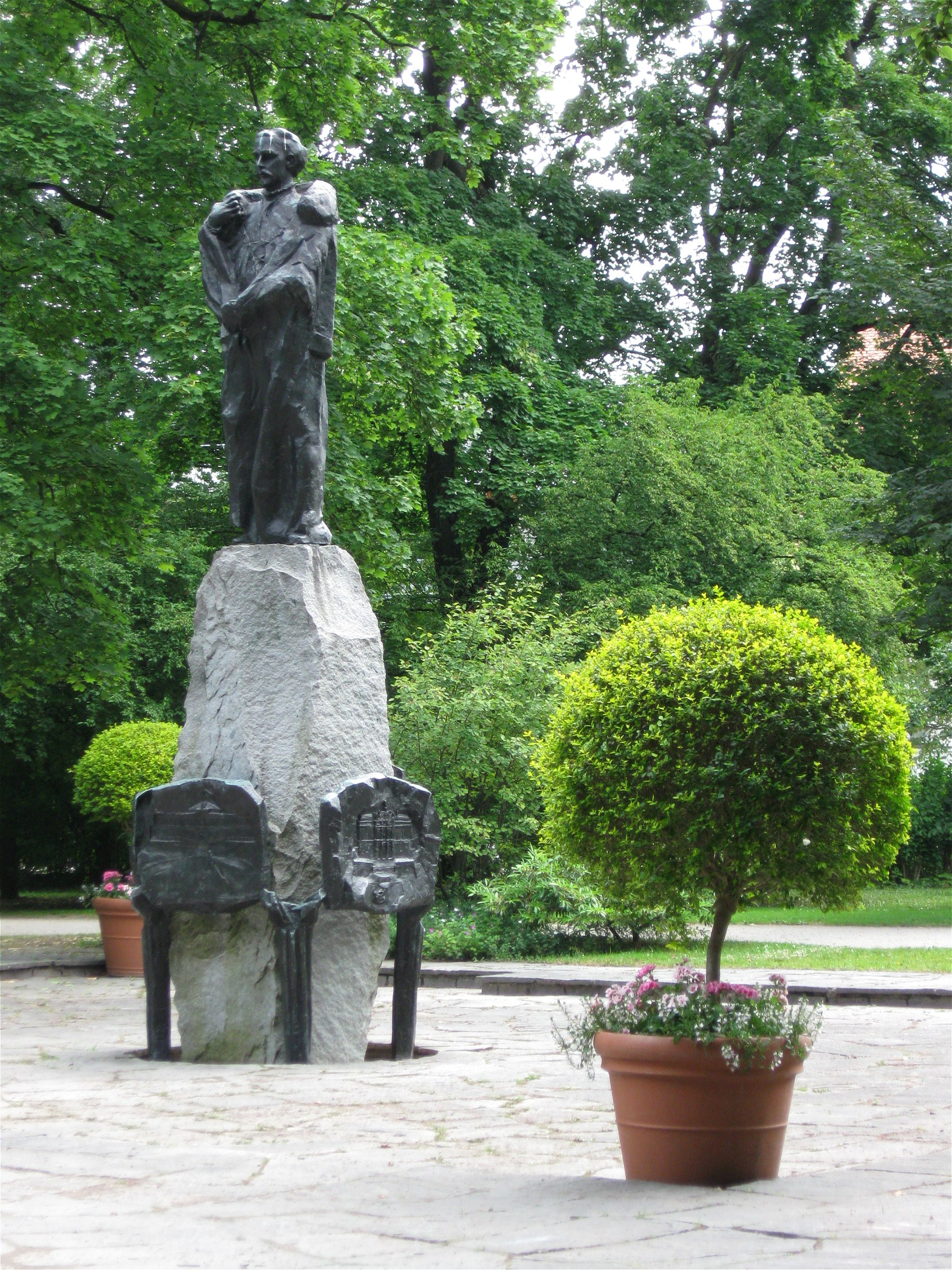
Denkmal für Ludwig II.
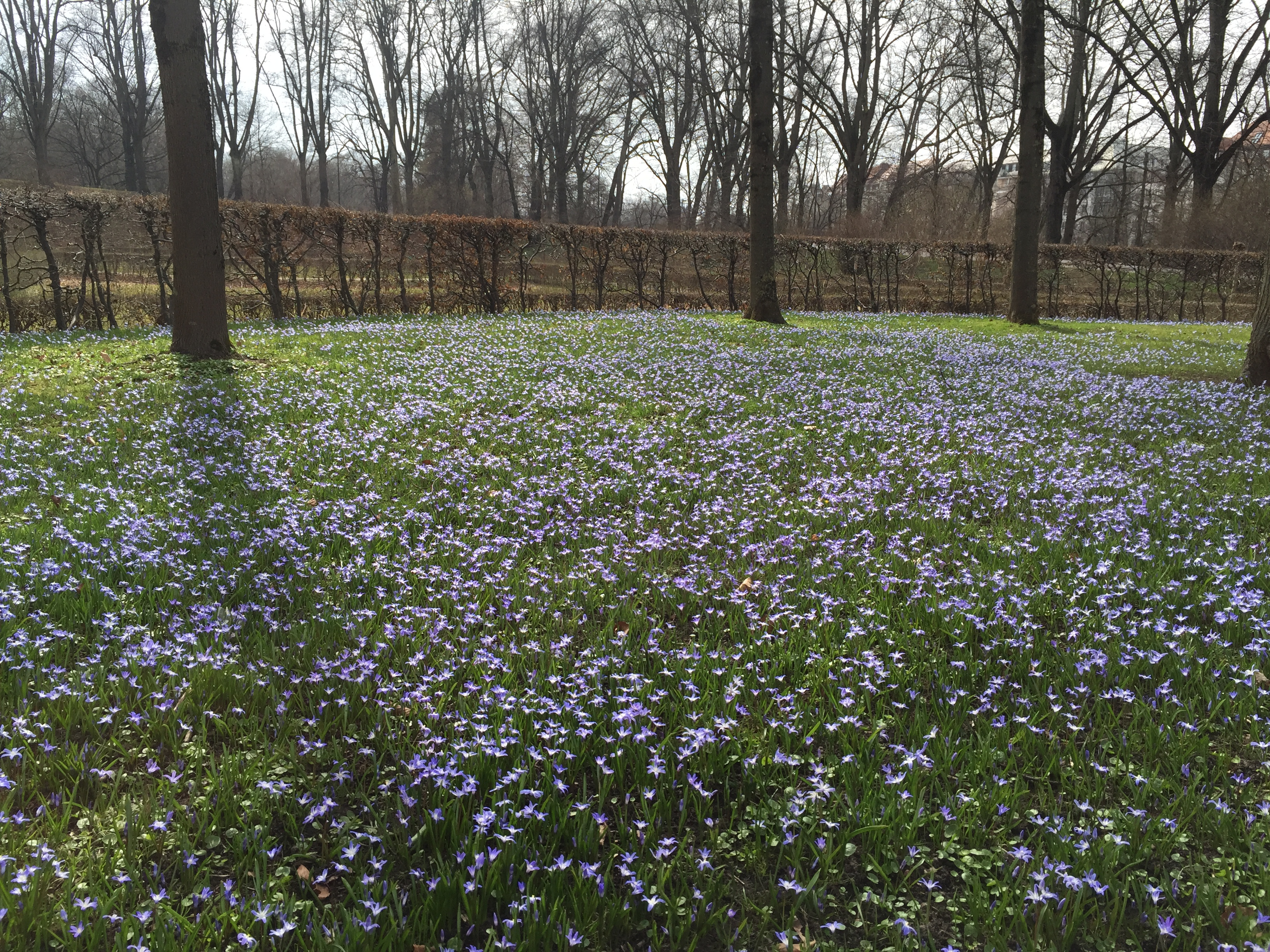
Die Blüte der Sternhyazinthen im März jeden Jahres
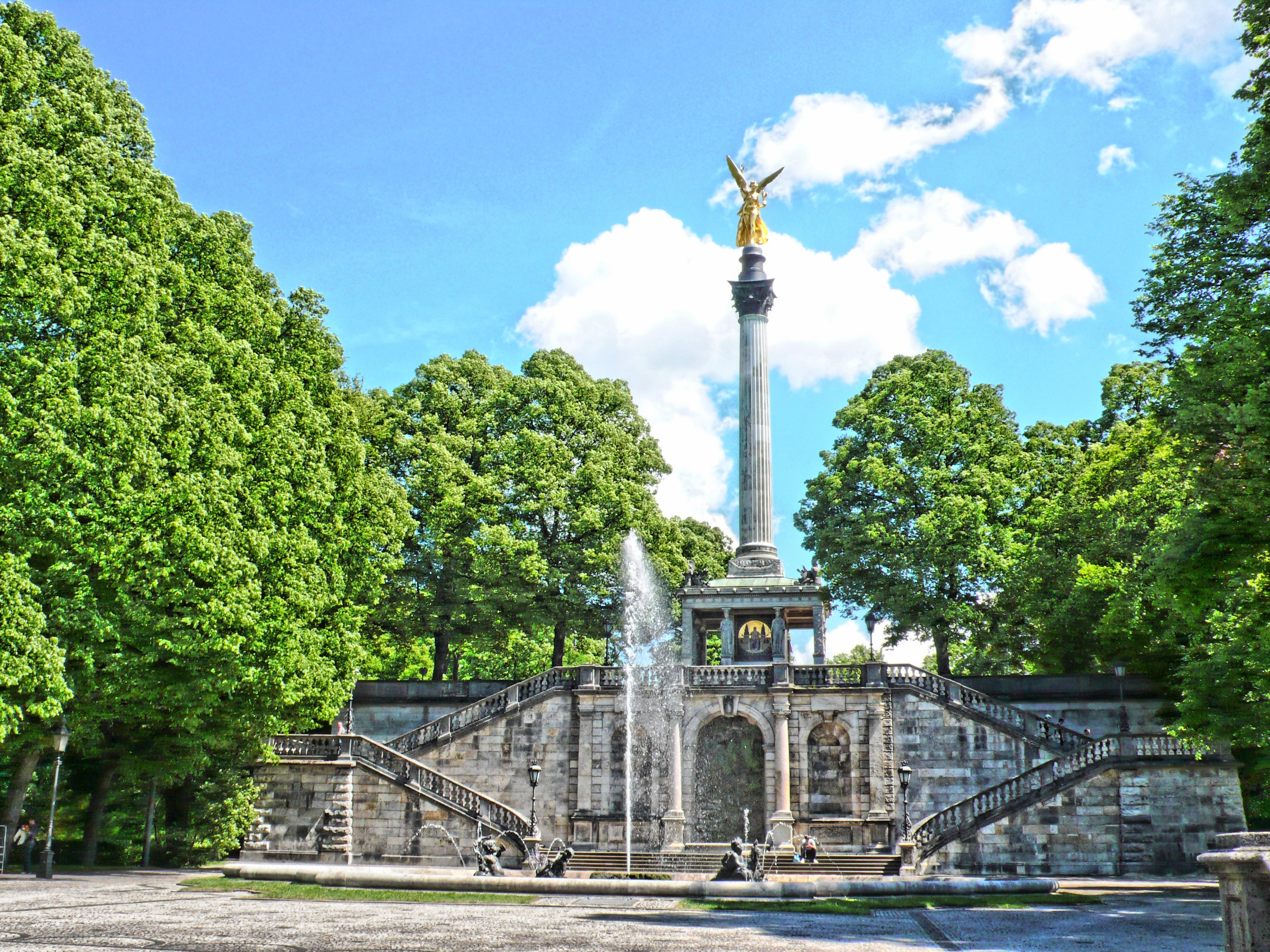
Brunnen am Friedensengel in den Maximiliansanlagen
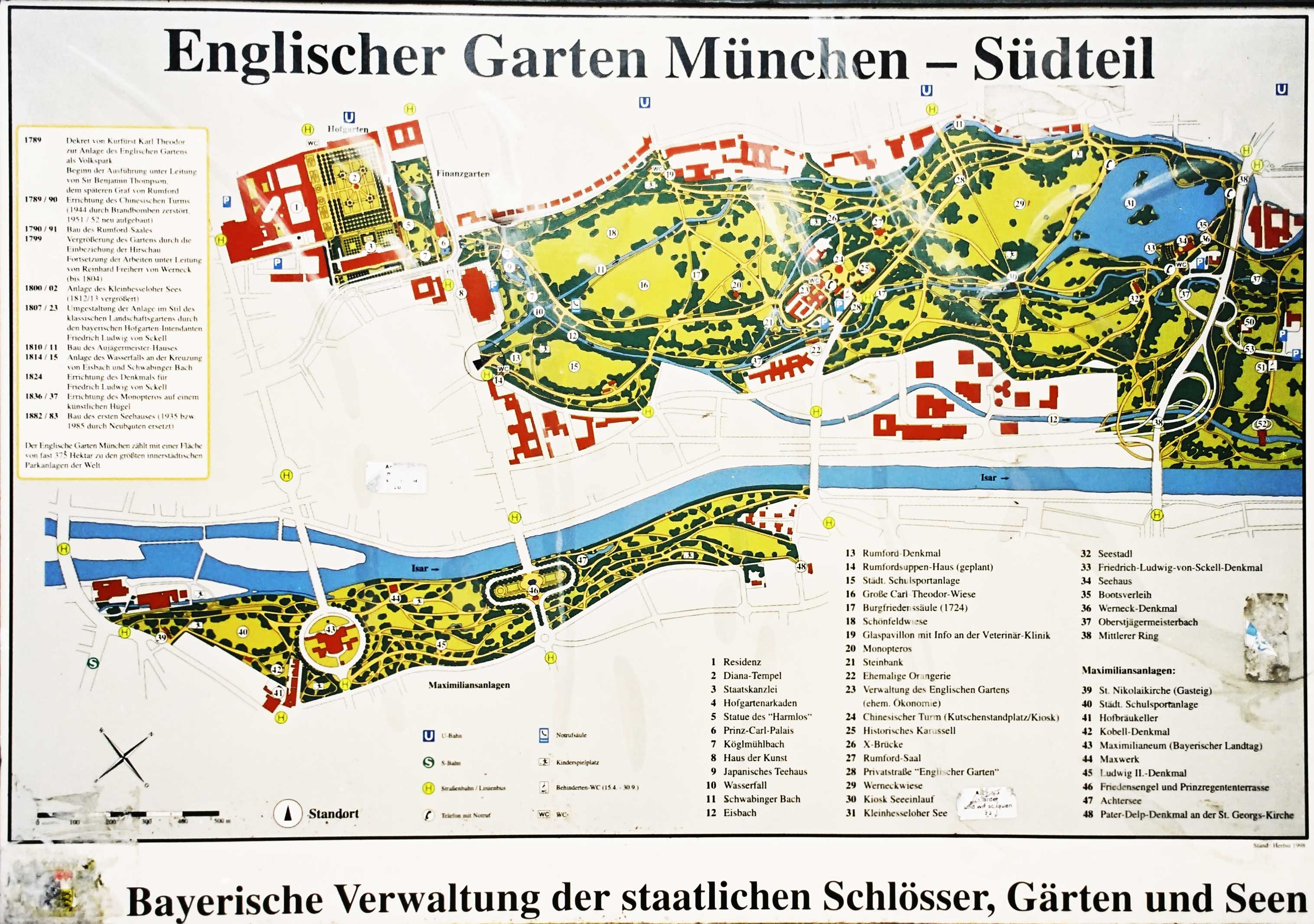
Karte des Englischen Gartens (Südteil, oben) und der Maximiliansanlagen (unten) – Norden ist rechts
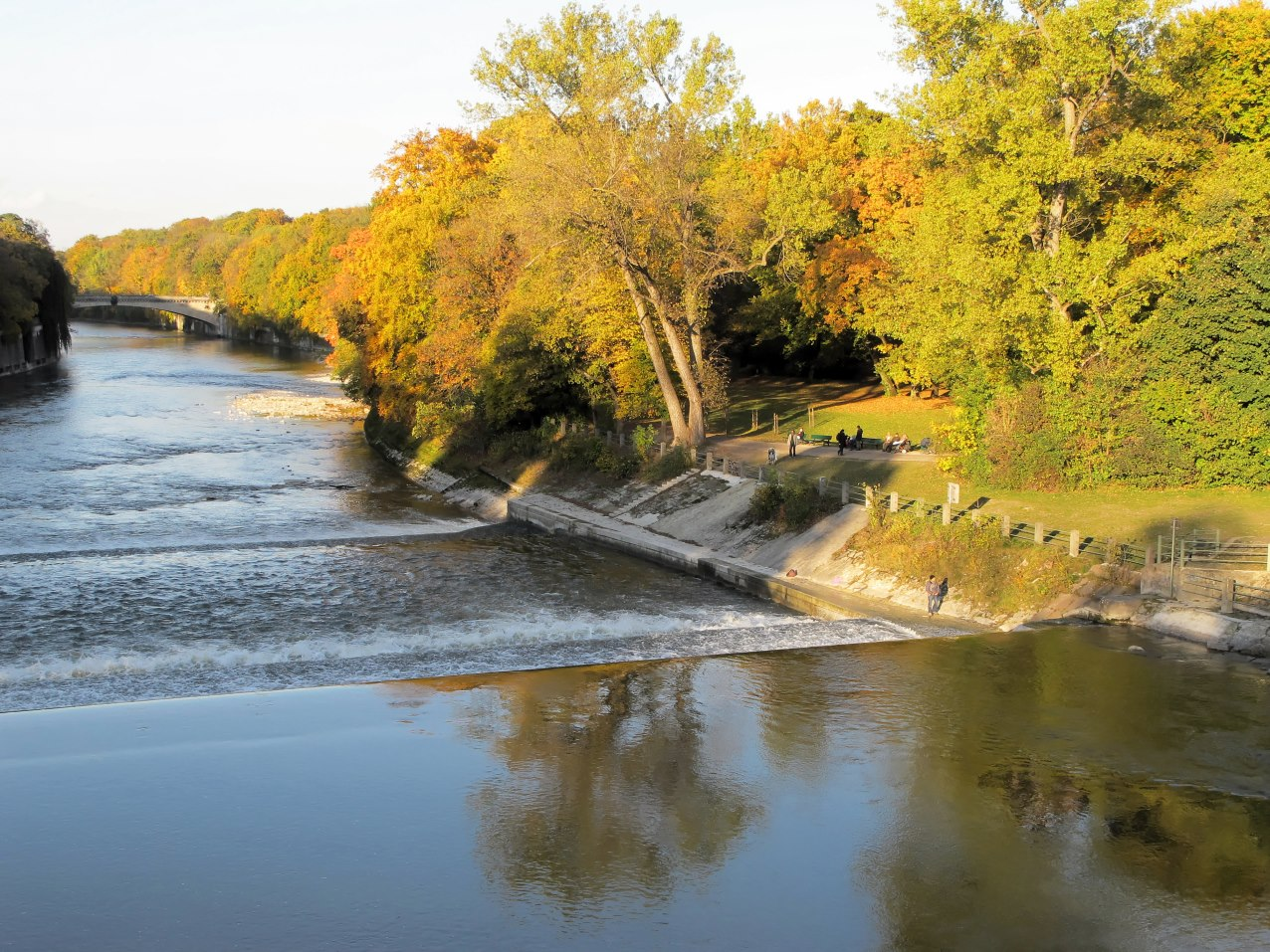
Die Anlagen beim Wehr VIII in der Kleinen Isar